# Михайловка (Тевризский район)
Михайловка — упразднённая деревня в Тевризском районе Омской области России. Входила в состав Екатерининского сельсовета. Исключена из учётных данных в 1973 году.

## География
Деревня находилась на левом берегу реки Туй, ниже впадения в неё реки Куим, на расстоянии примерно 6 километров (по прямой) к востоу-северо-востоку от села Екатериновка.

## История
Основана в 1896 г. По данным 1928 года посёлок Михайловский состоял из 27 хозяйств. В административном отношении входил в состав Луговского сельсовета Тевризского района Тарского округа Сибирского края. В 1973 году из списка населённых пунктов сельского Совета была исключена деревня Михайловка.

## Население
По данным переписи 1926 года в поселке проживало 163 человека (81 мужчина и 82 женщины), основное население — белоруссы.